# Lepidoblepharis conolepis
Espèce
Lepidoblepharis conolepis est une espèce de geckos de la famille des Sphaerodactylidae.

## Répartition
Cette espèce est endémique d'Équateur. Elle se rencontre entre 1 200 et 2 000 m d'altitude à la frontière entre les provinces de Pichincha et de Cotopaxi.

## Publication originale
- Avila-Pires, 2001 : A new species of Lepidoblepharis (Reptilia: Squamata: Gekkonidae) from Ecuador, with a redescription of Lepidoblepharis grandis Miyata, 1985. Occasional Paper of the Sam Noble Oklahoma Museum of Natural History, vol. 11, p. 1-11.